# Cordula Kablitz-Post
Pour les articles homonymes, voir Post.
Cordula Kablitz-Post, née en 1964 à Aix-la-Chapelle (Allemagne), est une réalisatrice, scénariste et productrice allemande.

## Filmographie

### Réalisatrice
- 1997 : Spiegel TV Reportage
- 1997 : Talk 2000
- 2003 : Au cœur de la nuit
- 2006 : Mein Leben - Helmut Berger
- 2009 : Amours sans frontières
- 2009 : Christoph Schlingensief - Die Piloten
- 2009 : Deutschland, deine Künstler
- 2009 : Ma vie
- 2011 : Nina Hagen - Godmother of Punk
- 2016 : Lou Andreas-Salomé (Lou Andreas-Salomé, The Audacity to be Free)
- 2019 : Die Toten Hosen - Tour 2018

### Productrice
- 1997 : Talk 2000
- 2002 : Au cœur de la nuit
- 2002 : Sophiiiie!
- 2006 : Cleaner (court-métrage)
- 2006 : High Maintenance (court-métrage)
- 2009 : Christoph Schlingensief - Die Piloten
- 2010 : Deutschland, deine Künstler
- 2011 : Nina Hagen - Godmother of Punk
- 2015 : Alle 28 Tage
- 2016 : Lou Andreas-Salomé (Lou Andreas-Salomé, The Audacity to be Free)
- 2019 : Die Toten Hosen - Tour 2018

### Scénariste
- 1997 : Spiegel TV Reportage
- 2009 : Amours sans frontières
- 2009 : Christoph Schlingensief - Die Piloten
- 2011 : Nina Hagen - Godmother of Punk
- 2014 : Deutschland, deine Künstler
- 2016 : Lou Andreas-Salomé (Lou Andreas-Salomé, The Audacity to be Free)
- 2019 : Die Toten Hosen - Tour 2018

## Distinctions
- 2006 : prix Adolf Grimme (Outstanding Individual Achievement) pour Durch die Nacht mit... (2002) - partagé avec Edda Baumann von Broen, Martin Pieper et Hasko Baumann
- 2016 : Internationales Filmfest Emden-Norderney (NDR Young Talents Award) : meilleur film pour Lou Andreas-Salomé'
- (en) Cordula Kablitz-Post: Awards, sur l'Internet Movie Database